# Sør-Spitsbergen nationalpark

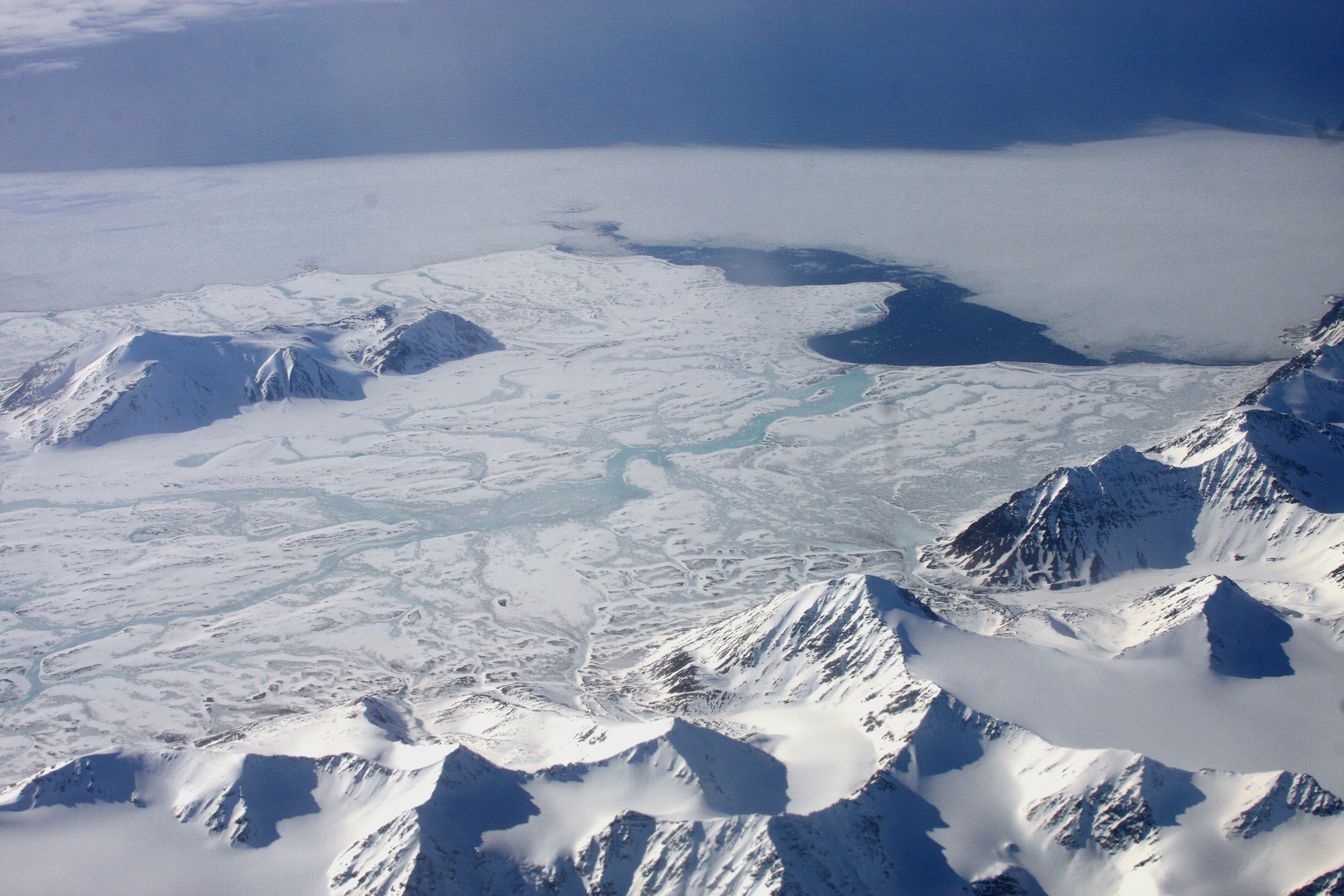
Dunderdalen mynnar ut på västkusten av Spietsbergen, nordväst i nationalparken

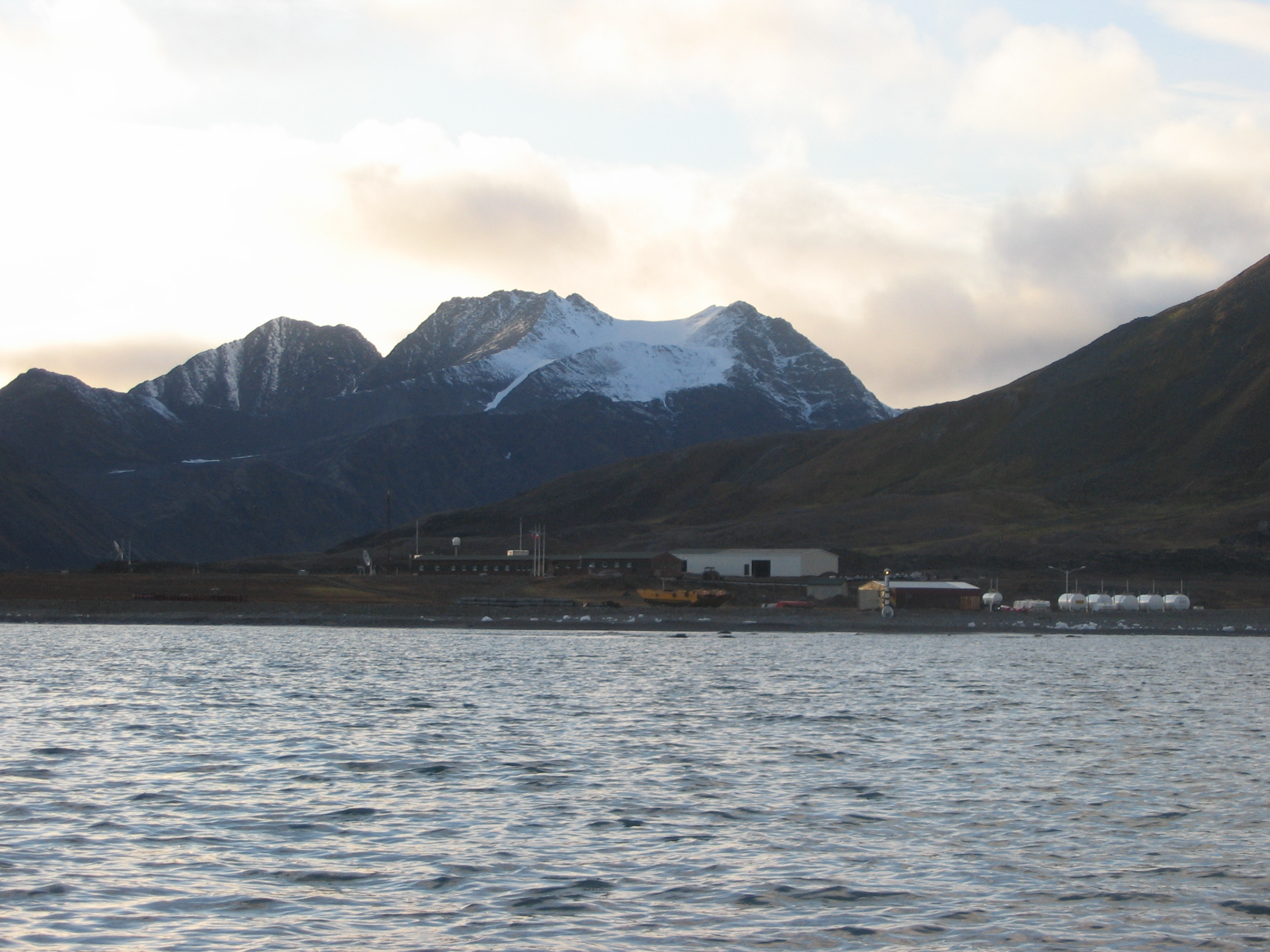
Isbjørnhamna i Hornsund, mitt i nationalparken

Sør-Spitsbergen nationalpark är Norges största nationalpark och täcker den södra delen av Spetsbergen i Svalbard söder om Bellsund och Van Keulenfjorden. Parken omfattar Wedel Jarlsberg Land, Torell Land, Dunöarna och Sørkapp Land samt kuststräckorna runt dessa. Den inrättades den 1 juni 1973 och täcker ett område på 13 286 km² varav 5 029 km² land och 8 257 km² vatten.

## Geografi, landskap och geologi
Landskapet består av spetsiga, alpina bergsformationer, kustslätter och isglaciärer. Inlandsområdena har stora glaciärsystem och landytan är i stor utsträckning täckt av evig is.
Längs västkusten består berggrunden av kaledonska, omvandlade bergarter och här finns de högsta och mest alpina bergsformationerna i nationalparken. Hornsund är den dominerande fjorden, näst efter Van Keulenfjorden i norr som utgör parkens gräns. Längre österut finner man efterkaledonska sedimentära bergarter och bergen i denna del är inte lika vilda och dramatiska som på västkusten.
I söder på Sørkapp Land ligger Hornsundtind (1 431 m ö.h.) som är Sør-Spitsbergens högsta berg.

## Flora och fauna
Västkusten har det mest fruktsamma klimatet och är bland ögruppens mest produktiva områden botaniskt sett. Här finns många värmeälskande växter. Östkusten har kallare klimat och mindre vegetation i sitt landskap, som präglas av morän och glaciärområden.
Hornsund är ett viktigt habitat för isbjörn. 
Det finns en rad fågelberg längs kusten och på öarna med häcknings- och övervintringsområden för änder och speciellt ejder. Det finns även tretåig mås, stormfågel och alkor.
Östkusten längs Barents hav har några av Svalbards största havsfågelkolonier.

## Kulturminnen
I Gåshamna har man grävt ut en valfångstanläggning från 1600-talet och i Recherchefjorden i norr har norska och ryska arkeologer gjort utgrävningar. Det finns också kulturminnen från övervintringsfångst, turism, forskning och från andra världskriget.